# Internódio

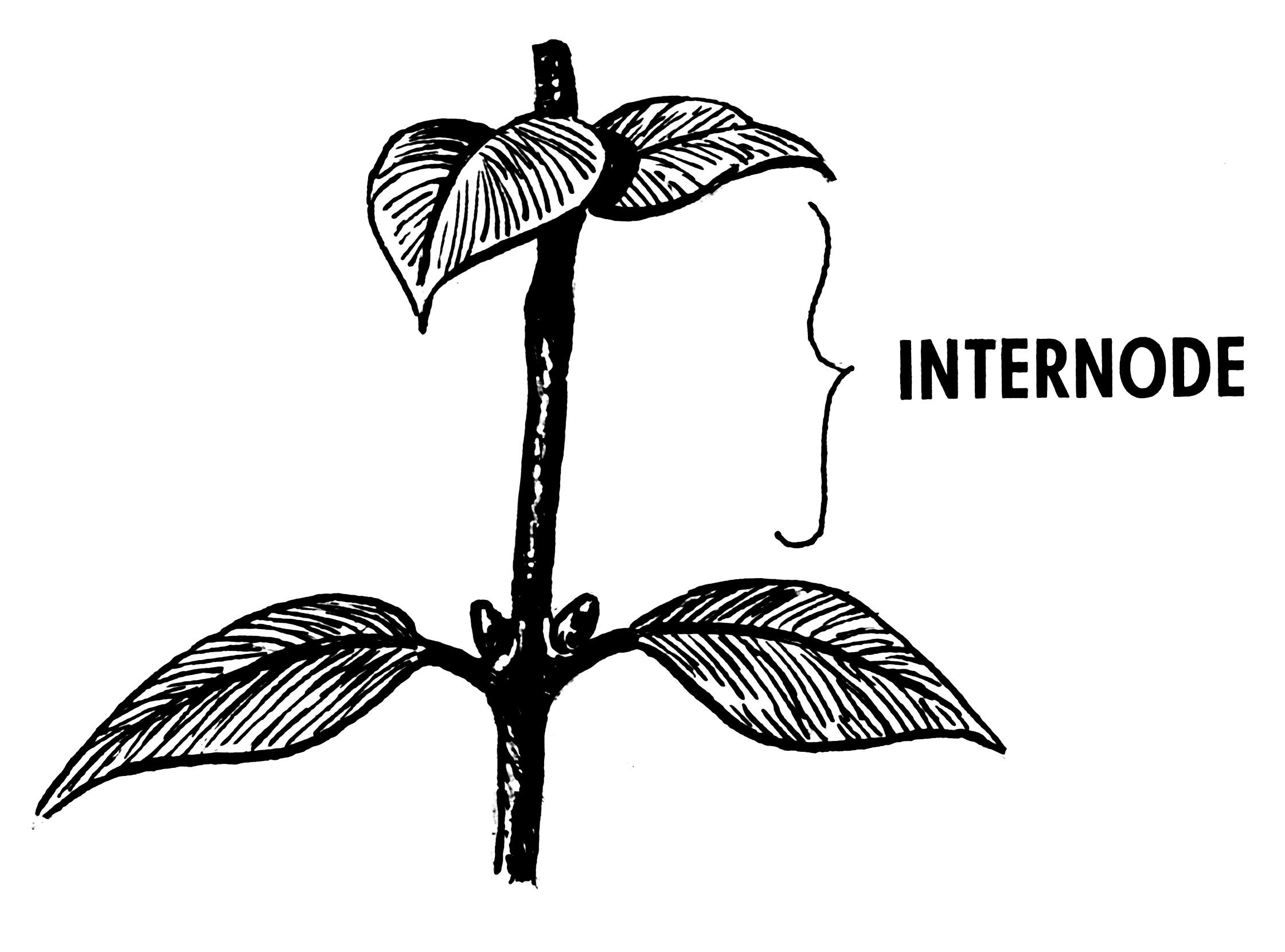
Esquema mostrando o internódio num caule com folhas.

Internódio (ou entrenó) é um termo utilizado em botânica para designar o intervalo do eixo caulinar entre sucessivas gemas de crescimento (os nós ou nodi), ou seja o internódio (ou entrenó) é a região caulinar que fica entre dois nós (ou verticilos) sucessivos.

## Descrição
O entre-nó aparece em caules, como o da cana-de-açúcar (colmos), e tem seu crescimento longitudinal. A primeira região do entre-nó é o hipocótilo. Nessa região ocorre o início do desenvolvimento do caule. Nessa região não há ramificações.
Em botânica o entrenó denota a parte de um eixo caulinar situado entre dois nós, que por definição não tem folhas ou ramificações. Em sentido figurado, o termo é usado nas Characeae e outras algas para designar a parte do talo que está localizada entre os pontos de fixação dos ramos espiralados. 
O termo entrenó já pode ser encontrado neste significado moderno em Plínio e no início do período moderno por volta de 1542 nos escritos de Leonhart Fuchs.